# Claude Le Roy
Claude Le Roy (Bois-Normand-près-Lyre, 6 februari 1948) is een Frans voetbaltrainer. Hij is sinds 2016 bondscoach van Togo.

## Spelerscarrière
Le Roy werd in 1968 door FC Rouen weggeplukt bij Evreux AC. Vervolgens speelde hij voor AC Ajaccio, Olympique Avignon, Stade Lavallois en Amiens SC. Bij die laatste club was hij één seizoen speler-trainer. In 1981 stopte hij met voetballen en werd hij enkel nog trainer bij Amiens.

## Trainerscarrière

### Amiens en Grenoble
Le Roy werd in 1980 speler-trainer bij Amiens, en concentreerde zich vanaf 1981 op zijn trainerscarrière. In die drie seizoenen slaagde hij er echter niet in om de club naar tweede klasse te loodsen, waarop hij ontslagen werd. Hij probeerde dan met FC Grenoble naar eerste klasse te promoveren, maar in zijn eerste seizoen eindigde Grenoble pas zevende en in het tweede seizoen eindigde de club in de buik van het klassement, waarop hij ook bij Grenoble ontslagen werd.

### Kameroen
Na een kort intermezzo bij Al Shabab begon Le Roy in 1985 aan zijn eerste avontuur als bondscoach: hij ging aan de slag bij Kameroen. Kameroen was op dat moment regerend winnaar van de Afrika Cup en had met spelers als Roger Milla, Emmanuel Kundé, François Omam-Biyik, André Kana-Biyik en Thomas N'Kono een gouden generatie. Le Roy verloor met Kameroen de finale van de Afrika Cup 1986 tegen Egypte na strafschoppen, maar won vervolgens de CEMAC Cup in 1986 en 1987 en de Afrika Cup 1988. Enkele maanden na de overwinning op de Afrika Cup werd hij echter verrassend ontslagen. Hierdoor kon hij met Kameroen niet deelnemen aan het WK 1990, waarin Kameroen de kwartfinale zou halen.

### Senegal
Een jaar later werd hij bondscoach van Senegal, waarmee hij de halve finale van de Afrika Cup 1990 behaalde. Die werd weliswaar verloren van Algerije, evenals de finale voor de derde plaats tegen Zambia, maar toch was dit het beste resultaat ooit van Senegal op een Afrika Cup. In 1992 was Senegal organisator van de Afrika Cup. Senegal eindigde tweede in de groepsfases, maar werd in de kwartfinale uitgeschakeld door Kameroen. Hoewel Le Roy met Senegal de beste resultaten uit de geschiedenis van het land boekte, werd hij na het toernooi toch ontslagen.

### Maleisië en PSG
Van 1992 tot 1994 zat Le Roy zonder club. Nadat hij van februari 1994 tot februari 1996 bondscoach was van Maleisië, werd hij analist bij Canal+ en werd hij door Silvio Berlusconi aangesteld om voor AC Milan jonge voetbaltalenten te gaan ontdekken in Afrika. Na drie maanden hield hij deze job echter voor bekeken en richtte hij zich volledig op zijn job bij Canal+.
In 1997 werd hij door Paris Saint-Germain binnengehaald als sportief directeur. In deze functie haalde hij onder andere Marco Simone (die hij nog kende van bij AC Milan), Florian Maurice en Eric Rabesandratana binnen. Paris Saint-Germain beleefde echter een teleurstellend seizoen, waarin het slechts achtste eindigde. Le Roy nam na het WK 1998 afscheid van de club, maar zette eerst nog een samenwerking met de voetbalacademie Planète Champion in Ouagadougou op poten.

### Kameroen
In 1998 keerde Le Roy terug met Kameroen om deel te nemen aan het WK 1998. Kameroen werd echter al in de eerste ronde uitgeschakeld na gelijke spelen tegen Chili en Oostenrijk en een nederlaag tegen Italië. Hoewel ze slechts twee punten behaalden, zou één extra punt voldoende geweest zijn om de tweede ronde te behalen.
De tweede passage van Le Roy bij Kameroen duurde niet lang, maar onder zijn leiding braken jongeren als Salomon Olembé, Pierre Womé, Lauren Etame Mayer, Joseph-Désiré Job en Samuel Eto'o wel door bij de nationale ploeg.

### Strasbourg
In 1999 werd Le Roy door RC Strasbourg binnengehaald als sportief directeur. Pierre Mankowski, die nog zijn assistent was geweest bij Kameroen, was op dat moment trainer. Strasbourg kende echter een moeilijke seizoensstart. Wanneer de club in november 1999 op een teleurstellende 17e plaats stond in het klassement, werd Mankowski aan de deur gezet. Le Roy nam zijn taken over en bleef tegelijkertijd ook sportief directeur. Le Roy slaagde erin om de club uit het slop trekken en eindigde het seizoen op een eervolle negende plaats.
In het seizoen 2000/2001 liep het echter opnieuw fout, zowel op als naast het veld. In december 2000 werd Le Roy aan de deur gezet bij Strasbourg, dat op het einde van het seizoen zou degraderen naar de Ligue 2.

### Congo-Kinshasa
Na twee jaar trainerschap in China bij Beijing Renhe en een kort avontuur als sportief raadgever bij de Engelse vierdeklasser Cambridge United FC, werd Le Roy in 2004 aangesteld als bondscoach van Congo-Kinshasa. Congo-Kinshasa kwalificeerde zich makkelijk voor de Afrika Cup 2006, waar het in een groep met Kameroen, Angola en Togo tweede eindigde na Kameroen. In de kwartfinale werd het land echter uitgeschakeld door gastland en uiteindelijke eindwinnaar Egypte na een 4-1-nederlaag.

### Ghana
Na het WK 2006 werd hij bondscoach van Ghana. Ghana was het gastland van de Afrika Cup 2008 en wilde een goede indruk maken op dit toernooi met sterspelers als Michael Essien, Sulley Muntari en John Mensah. Op het toernooi nam Ghana vlot de maat van Guinee, Namibië en Marokko tijdens de groepsfase en in de kwartfinale won het met 2-1 van Nigeria, maar in de halve finale verloor Ghana met 0-1 van Kameroen. In de troostfinale versloeg Ghana wel Ivoorkust met 4-2, waardoor het land derde eindigde. Ghana had al bij al een goed toernooi gespeeld en de Ghanese voetbalbond vroeg Le Roy dan ook om zijn aflopend contract te verlengen, maar de Fransman weigerde en verliet Ghana in juni 2008.

### Midden-Oosten
In juli 2008 werd Le Roy de nieuwe bondscoach van Oman. Tot ieders verbazing won hij in 2009 de Golf Cup of Nations 2009 met Oman door Saoedi-Arabië in de finale te verslaan na strafschoppen. Het was de eerste keer in de geschiedenis dat Oman dit toernooi won.
Na de Asian Cup 2011, waarvoor Oman zich niet kon plaatsen, werd hij bondscoach van Syrië. Na twee maanden hield hij het echter al voor bekeken.

### Terugkeer naar Afrika
In 2011 keerde hij terug naar Congo-Kinshasa. Hij plaatste zich met het land voor de Afrika Cup 2013, waardoor hij voor de zevende keer deelnam aan het Afrikaanse landentoernooi. Congo-Kinshasa werd ingedeeld in een groep met Ghana, Mali en Niger, maar speelde drie keer gelijk en werd hierdoor uitgeschakeld in de groepsfase.
In december 2013 ruilde hij Congo-Kinshasa in voor Congo-Brazzaville. Hij bereikte met het land de Afrika Cup 2015. Het werd zijn achtste deelname als bondscoach op de Afrika Cup, een record. Congo-Brazzaville werd groepswinnaar in een groep met Equatoriaal-Guinea, Gabon en Burkina Faso, maar sneuvelde in de kwartfinale tegen Congo-Kinshasa. In november 2015 stapte Le Roy op.
In april 2016 volgde hij Tom Saintfiet op als bondscoach van Togo. Met die ploeg nam hij deel aan het Afrikaans kampioenschap in 2017 in Gabon.